# Dioptis roraima
Dioptis roraima är en fjärilsart som beskrevs av Druce 1893. Dioptis roraima ingår i släktet Dioptis och familjen tandspinnare. Inga underarter finns listade i Catalogue of Life.